# Бюльбюль-бородань зелений
Бюльбю́ль-бородань зелений (Criniger chloronotus) — вид горобцеподібних птахів родини бюльбюлевих (Pycnonotidae). Мешкає в Центральній Африці. Раніше вважався конспецифічним з сіроголовим бюльбюлем-бороданем.

## Поширення і екологія
Зелені бюльбюлі-бородані мешкають на південному сході Нігерії, в Камеруні, Екваторіальній Гвінеї, Габоні, на південному заході ЦАР, на сході Республіки Конго, в ангольській Кабінді і на атлантичному узбережжі ДР Конго, а також на сході ДР Конго і в прилеглих районах Уганди. Вони живуть в рівнинних, гірських і заболочених тропічних лісах.